# 李进巅
李进巅（1946年2月24日—），山东省沂水县诸葛乡埠前村人，生于丹东，汉族，中华人民共和国政治人物、第十一届全国人民代表大会辽宁地区代表。
毕业于北京师范大学工商管理专业。加入中共，1974年12月任丹东市委宣传部部长，1984年12月8日下海创立曙光机动车配件厂，此后先后担任丹东曙光车桥总厂厂长，任丹东曙光车桥股份有限公司董事长兼总裁。2008年起担任全国人大代表。